# Кулиев, Ашир
Ашир Кулиев (туркм. Aşir Kuliýew; 1918—2000) — советский, туркменский композитор, дирижёр, педагог. Народный артист СССР (1991). Первый профессиональный туркменский композитор.

## Биография
Родился 21 декабря 1918 года в селении Кеши (ныне — в черте Ашхабада, Туркменистан).
После учёбы в интернате, работал в редакции, продавцом в книжном магазине. Затем учился Ашхабадском художественном техникуме (позже Ашхабадское музыкальное училище им. Д. Овезова) игре на дутаре и сетаре у П. Сариева и М. Тачмурадова, а также на фортепиано у М. М. Гераскиной (1932—1935), играл в экспериментальном оркестре, выступал на радио. Первые сочинения («Песня», «Восточный танец») прозвучали на концерте в Ашхабаде в 1935 году.
В 1935—1941 годах учился (вместе с В. Мухатовым, М. Кулиевой, Х. Аллануровым) на туркменском отделении Московской консерватории у Г. И. Литинского и Б. С. Шехтера, в 1944—1949 годах продолжил обучение в консерватории по классу композиции у Ю. А. Шапорина (ранее — в классе В. А. Белого).
В 1939 году создал первое в истории туркменов симфоническое произведение «Торжественную увертюру».
В 1941—1944 годах — научный сотрудник, в 1949—1951 — старший научный сотрудник музыкального кабинета и дирижёр оркестра народных инструментов Туркменской филармонии. В 1952—1953 годах — заведующий музыкальным кабинетом при Управлении по делам искусств при Совете Министров Туркменской ССР . В 1953—1956 годах и в 1960 — ответственный редактор, в 1960—1961 — художественный руководитель музыкального радиовещания.
Занимался педагогической деятельностью. В 1941—1944 и 1950—1990 годах преподавал композицию и теорию музыки в Ашхабадском музыкальном училище им. Д. Овезова (в 1951—1952 — директор, в 1963—1967 — заместитель директора по учебной части) и те же предметы, а также музыкальную грамоту, инструментоведение, дирижирование и др., в Туркменской консерватории с 1990 по 2000 год (профессор).
С 1967 года — председатель правления Союза композиторов Туркменской ССР, с 1968 по 1979 год — секретарь правления Союза композиторов СССР.
Составитель и редактор более 20 музыкальных пособий. Автор учебника по сольфеджио на материале туркменской музыки (1959) и «Теории музыки» на туркменском языке, учебника «Гармония» и «Словаря музыкальных терминов на туркменском языке».
Один из соавторов государственного гимна независимого Туркменистана.
Умер 11 августа 2000 года в Ашхабаде.

## Награды и звания
- Заслуженный деятель искусств Туркменской ССР (1964)[3]
- Народный артист Туркменской ССР (1980)
- Народный артист СССР (1991)
- Государственная премия Туркменской ССР имени Махтумкули (1968)
- Орден «Знак Почёта» (1950)
- Орден Дружбы народов (1978)
- Медаль «За доблестный труд в Великой Отечественной войне 1941—1945 гг.» (1945)
- Medal for Creative Heroism (1947)[3]
- Медаль «Ветеран труда» (1980).

## Основные сочинения

### Оперы
- «Юсуп и Ахмет» (1942, совм. с Б. Шехтером)
- «Абадан» (1943, совм. с Ю. Мейтусом)

### Балет
- «Сердце, найденное в песках» (1974, по мотивам поэмы К. Курбаннепесова)

### Оркестровые сочинения
- увертюры: «Торжественная увертюра» (1939), «Праздничная увертюра» (1944)
- симфонические поэмы: «Махтумкули» (1948), «Солнечный край» (1955)
- для солистов, хора и оркестра: кантаты — «Салам» (на тексты поэтов Туркменистана, 1941), «Курбан-Дурды» (поэма-кантата, сл. Д. Агамамедова, 1942), «Туркменистан» (сл. К. Сейтлиева, 1949), «Каракум-река» (сл. Б. Джапарова, 1968), «Ленин всегда с нами» (1970, сл. Б. Джапарова), «Юные ленинцы» (для детского хора, 1980), «Целинные земли цветут», 1987)[4]
- сюита «Туркменистан» (1944)
- для скрипки и оркестра: Концерт (1961)
- для оркестра народных инструментов: увертюра на тему «Две туркменские народные песни» (1952), сюиты «Цвети, родной Туркменистан» (1974) и «Счастье» (1978), рапсодия «Мелодии с хлопковых полей» (1980), «Сияние белого золота: хлопок» (1976)
- для гиджака и оркестра: Концерт

### Другие сочинения
- для скрипки и фортепиано: Поэма (1941), Сюита (1945)
- для фортепиано: Соната (1946), Сюита для детей (1937)
- для голоса и фортепиано: романс «Буря» (сл. А. Пушкина, 1937), «Песня о мире» (сл. Р. Сеидова), «Песня о Москве» (сл. К. Курбаннепесова), «Родина моя» (сл. X. Атаева), «Ашхабад-Москва: конный пробег» (сл. К. Бурунова), «Хлопок» (сл. Б. Кербабаева, 1935), «Моя весна» (сл. Д. Агамамедова, 1944), «Красотка» (сл. Махтумкули Пираджи, 1948), «Родина» (сл. Б. Джапарова, 1970)
- камерно-инструментальные ансамбли
- 20 пьес для гиджака
- более 300 песен (в том числе на сл. Б. Джапарова, X. Нурмурадова, С. Ураева).